# Elena Oana Antonescu
Elena Oana Antonescu (n. 30 decembrie 1979, Târgoviște, Dâmbovița, România) este un politician român, membru al Parlamentului European.